# Euphilomedes producta
Euphilomedes producta är en kräftdjursart som beskrevs av Erik Mellentin Poulsen 1962. Euphilomedes producta ingår i släktet Euphilomedes och familjen Philomedidae. Inga underarter finns listade i Catalogue of Life.